# Полигироски археологически музей
Полигироският археологически музей (на гръцки: Αρχαιολογικό Μουσείο Πολυγύρου) е музей разположен в град Полигирос на Халкидическия полуостров, Северна Гърция. Музеят е разположен на площад „Ироос“ в центъра на града и показва археологически находки от целия полуостров от бронзовата до римската епоха. Най-важните локации са Стагира, Тороне, Пиргадикия, Афитос, Полигирос, Йерисос, Стратони, както и от античния Олинт. Музеят е затворен през януари 2012 г. за цялостна реконструкция, която започва през май 2012 година.
Сред най-важните експонати на музея са недовършеният курос от архаичния период, оръжия и бижута от късния архаичен и класическия период и мраморната глава на Дионис от античния Афитос (IV век пр. Хр.), чернофигурен кратер от Враста (късния VI век пр. Хр.), и две мраморни гробни статиу от хероона в Стратони (I век пр. Хр.). Особено важни са находките от града и некропола на Олинт, от античния и класическия период, защото те дават пълна картина на всекидневния обществен живот от онова време.
Музеят предлага експозиция озаглавена „Три андроски колонии на Халкидика: Сане, Акант, Стагира“ от 1998 г. Тя включва три стоящи или коленичащи статуи на Нике от покрива на хра от VI век пр. Хр., които първоначално е в Сане и по-късно е инкорпориран в градския комплекс в Урануполи. Благодарение на тази експозиция в 1998 година музеят печели награда Музей на годината.
- Статуя от хероона в Стратони
- Музеят отвътре
- Глинени детайли от светилището на Амон Зевс в Афитос